# 옥천 이지당
옥천 이지당(沃川 二止堂)은 충청북도 옥천군 군북면 이백리에 있는 건축물이다. 1977년 12월 6일 충청북도의 유형문화재 제42호 옥천이지당(沃川二止堂)으로 지정되었으나, 2013년 1월 18일 현재의 문화재 명칭으로 변경되었다. 현재는 국보로 승격되었다.

## 개요
조선 중기의 성리학자인 중봉 조헌(1544∼1592)이 제자들을 가르치던 서당이다. 처음에는 각신마을 앞에 있어서 각신서당이라고 하였다. 그 후 우암 송시열(1607∼1689)이 이 고장의 영재를 모아 교육하여 많은 인재를 배출하였다. 송시열은 "산이 높으면 우러러 보지 않을 수 없고, 큰 행실은 그칠 수 없다(高山仰止 景行行止)"라는 문구의 끝인 지(止)를 따서 '이지당'이라 서당의 이름을 고치고 현판을 써서 걸었다. 지금 있는 건물은 세월이 흘러 퇴락한 것을 광무 5년(1901)에 옥천의 금씨·이씨·조씨·안씨 네 문중에서 다시 지은 것이다.
본채와 누각으로 구성되어 있다. 본채는 앞면 7칸·옆면 1칸의 강당건물로, 지붕 옆면이 여덟 팔(八)자 모양인 팔작지붕집이다. 가운데 3칸은 대청이고 양쪽 2칸은 거실이다. 누각은 앞면 1칸·옆면 1칸 규모의 팔작지붕집으로, 높은 단 위에 누마루를 두고 주변에 난간을 둘렀다. 대청에는 조헌이 직접 쓴 '각신서당(覺新書堂)'의 현판을 비롯하여 「이지당기」, 「이지당강학조약」 등이 남아있다.

## 참고 자료
- 옥천 이지당 - 국가유산청 국가유산포털